# Équipe d'Uruguay de football à la Copa América 1987
L'équipe d'Uruguay de football à la Copa América 1987 participe à sa 31e Copa América lors de cette édition 1987 qui se tient en Argentine du 27 juin au 12 juillet 1987.
L'Uruguay est directement qualifié pour les demi-finales en tant que tenant du titre.

## Résultats

### Demi-finale
| 9 juillet 1987 | Uruguay       | 1 – 0 | Argentine | Stade Monumental (Buenos Aires)                        |                                                        |
| | Alzamendi 43e | (1 - 0) |           | Spectateurs : 75 000 Arbitrage : Elías Jácome Guerrero | Spectateurs : 75 000 Arbitrage : Elías Jácome Guerrero |
| Pereira - Domínguez, Gutiérrez, Trasante, Pintos Saldaña - Matosas, Perdomo, Bengoechea ( 80e Peña) - Alzamendi, Francescoli, Sosa ( 77e Da Silva) | Équipes       | Islas - Cuciuffo ( 77e Alfaro), Brown, Ruggeri, Olarticoechea - Giusti, Batista, Maradona, Tapia - Caniggia, Percudani ( 46e Funes) |           | Spectateurs : 75 000 Arbitrage : Elías Jácome Guerrero | Spectateurs : 75 000 Arbitrage : Elías Jácome Guerrero |

### Finale
| 12 juillet 1987 | Uruguay        | 1 – 0 | Chili | Stade Monumental (Buenos Aires)                       |                                                       |
| | Bengoechea 56e | (0 - 0) |       | Spectateurs : 35 000 Arbitrage : Romualdo Arppi Filho | Spectateurs : 35 000 Arbitrage : Romualdo Arppi Filho |
| Pereira - Domínguez, Gutiérrez, Trasante, Pintos Saldaña - Matosas, Perdomo ( 88e), Bengoechea - Alzamendi ( 86e Peña), Francescoli ( 27e), Sosa | Équipes        | Rojas - Reyes, Astengo ( 88e), Gómez ( 14e), Hormazábal - Pizarro, Mardones, Contreras, Puebla ( 19e Toro ( 63e Rubio)) - Basay, Letelier |       | Spectateurs : 35 000 Arbitrage : Romualdo Arppi Filho | Spectateurs : 35 000 Arbitrage : Romualdo Arppi Filho |

| Copa América 1987 - Vainqueur Uruguay 13e titre |

## Effectif
Une première liste de 20 joueurs constituant l'équipe d'Uruguay
Sélectionneur :  Roberto Fleitas
| No. | Pos.      | Joueur               | Date de naissance et âge | Sélec. | Club              |
| --- | --------- | -------------------- | ------------------------ | ------ | ----------------- |
| 1   | Gardien   | Jorge Seré           | 9 juillet 1961           |        | Danubio           |
| 2   | Défenseur | Gonzalo Díaz         | 14 avril 1966            |        | Wanderers         |
| 3   | Défenseur | Nelson Gutiérrez     | 13 avril 1962            |        | River Plate       |
| 4   | Défenseur | Obdulio Trasante     | 20 avril 1960            |        | Peñarol           |
| 5   | Défenseur | José Pintos Saldanha | 25 mars 1964             |        | Nacional          |
| 6   | Milieu    | José Enrique Peña    | 25 mai 1963              |        | Wanderers         |
| 7   | Attaquant | Antonio Alzamendi    | 7 juin 1956              |        | River Plate       |
| 8   | Milieu    | Gustavo Matosas      | 25 mai 1967              |        | Peñarol           |
| 9   | Attaquant | Enrique Báez         | 16 janvier 1966          |        | Wanderers         |
| 10  | Milieu    | Enzo Francéscoli     | 12 novembre 1961         |        | Racing Club Paris |
| 11  | Attaquant | Ruben Sosa           | 8 août 1959              |        | Real Zaragoza     |
| 12  | Gardien   | Eduardo Pereira      | 21 mars 1954             |        | Peñarol           |
| 13  | Défenseur | Óscar Aguirregaray   | 25 octobre 1959          |        | Defensor Sporting |
| 14  | Défenseur | Alfonso Domínguez    | 24 septembre 1965        |        | Peñarol           |
| 15  | Milieu    | José Perdomo         | 5 janvier 1965           |        | Peñarol           |
| 16  | Milieu    | Pablo Bengoechea     | 27 juin 1965             |        | Wanderers         |
| 17  | Milieu    | Erardo Cóccara       | 20 janvier 1961          |        | Progreso          |
| 18  | Attaquant | Mauricio Silvera     | 30 décembre 1964         |        | Nacional          |
| 19  | Attaquant | Walter Pelletti      | 31 mai 1966              |        | Wanderers         |
| 20  | Milieu    | Gustavo Dalto        | 16 mars 1963             |        | Danubio           |
| 21  | Milieu    | Eduardo da Silva     | 19 août 1966             |        | Peñarol           |
| 22  | Gardien   | Héctor Tuja          | 6 mars 1960              |        | Defensor Sporting |